# Novemberunwetter im Alpenraum 1966
Das Unwetter im November 1966 führte im Alpenraum zu schweren Waldschäden und Überschwemmungen.

## Meteorologische Situation
Ein Tief bei den Britischen Inseln hatte einen Trog Richtung Italien gesteuert. Die Wetterlage führte im Nordstau der Alpen zu heftigem Niederschlag, der auch auf den Alpenhauptkamm überschlug.
Dieser ging mit 3. November in den höheren Lagen der Zentralalpen in Schnee über. Am 4. November setzte Föhn ein, mit Schneeschmelze bis in Höhenlagen von 2500 m Seehöhe. In der Nacht des 4. November kam heftiger Sturm auf, der von gewittrigen Entladungen (Wintergewitter) begleitet war. Dieser Föhnsturm erreichte im Osten der Alpen und Höhenlagen Orkanstärken und hielt intensiv bis 7. November – das Tief war vor die portugiesische Küste gezogen – und mit überhöhten Temperaturen bis 11. November an.
Im Rahmen des Ereignisses kam es auch in Italien und besonders in Florenz zu einem Hochwasser von besonderer Schwere.

## Folgen

### Westösterreich
Besonders der Raum Land Salzburg – Osttirol – Oberkärnten – Karawanken war von Starkregen betroffen. Hier kam es – nach August/September 1965
und August 1966 – zur dritten Hochwasserkatastrophe in nur 16 Monaten.
In Lienz fielen innerhalb von 24 Stunden 232 l/m² (mm),
im Raum Flattach an die 190 l/m²,
in Rauris an der Alpennordseite wurde die bisher maximale 24-stündige Tagesniederschlagssumme mit 94 l/m² verzeichnet.
In Reisach im Gailtal betrug die 2-Tages-Summe (3./4.) 298 l/m², in Lienz 258 l/m², was dort gut ein Viertel der Gesamt-Jahresdurchschnittsmenge ist.
Im Möllgebiet gab es umfangreiche Schäden durch Vermurung, ebenso in Kärnten.
Am 4. November kam es auch in der Stadt Salzburg zu Überflutungen. Die größten bisher bekannten Durchflussmengen traten am 4. November an der Lieser (Gmünd 190 m³/s), dem Weißenbach (Gassen 69 m³/s), der Gail (Mauthen 500 m³/s, Rattendorf 850 m³/s, Nötsch 700 m³/s, Federaun 850 m³/s) und Gailitz (Thörl 370 m³/s) auf.

Schon am 5. November wurden aber durch Föhn am Sonnblick-Observatorium 90 km/h, Spitzenböen bis 120 km/h, und in Salzburg Lufttemperaturen bis +21° gemessen.
Diese Niederschläge werden mit einer Jährlichkeit von um die 100 bewertet.

### Ostösterreich
Hier führten orkanartige Stürme 3. und 4. November im ganzen südlichen Niederösterreich und der Obersteiermark zu verheerenden Windwürfen, vor allem in der Umgebung von Mariazell und im Salzatal.
In Wien stiegen die Temperaturen bis 5. November auf +15°.
Insgesamt schätzt man das Sturmholz auf über 600.000 fm, und den Gesamtschaden – durch die vorausgegangene Schneeschmelze und die im aufgeweichten Boden instabilen Bäume, wie durch anschließenden Borkenkäferschaden – auf über 1,3 Mio. fm.
In der Steiermark waren es 1967 in Summe 1,17 Mio. fm,
im Bezirk Scheibbs waren 160.000 Festmeter Windholz gefallen,
Das reicht zwar nicht an die österreichweiten Ereignisse Paula/Emma 2008, Vivian/Wiebke 1990, Kyrill 2007 und Capella 1976 und den Föhn 2002 heran, gehört aber lokal zu den schwersten Waldschäden der zweiten Republik.

## Nachwirkungen
Wichtigste Nachwirkung war die Schaffung des Katastrophenfonds (Katastrophenfondsgesetz 1966).
Auch gilt dieses Unwetter als Wendepunkt der österreichischen Forstarbeit in Richtung Technisierung, was den Bau von Forststraßen und den Einsatz von modernen
Forstschleppern betrifft, so erwarben die Bundesforste 1967 26 schwedische Knickschlepper mit Seilwinden. Die Forstunfälle – die Forstverwaltungen Gußwerk, Wegscheid und Wildalpen etwa hatten zur Schadholzaufarbeitung das Vierfache des normalen Arbeiterstands – konnte so im Vergleich zu Vorereignissen gering gehalten werden. Auch die EDV hielt nach 1966 Einzug in das Forstwesen.